# Мальчик-с-пальчик

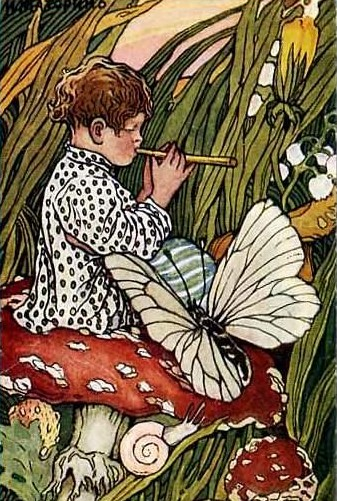
Мальчик-с-пальчик (русская открытка нач. XX в.)

«Мальчик-с-пальчик» — название популярного сказочного сюжета о приключениях маленького мальчика величиной с мизинец.
Известны несколько народных вариантов сюжета. В сборнике братьев Гримм имеет номер 37, в сборнике А. Н. Афанасьева стоит под номером 300. По системе классификации сказочных сюжетов Aарне-Томпсона имеет номер 700. Украинский и белорусский варианты отличаются социальной остротой (маленький мальчик — Горошек (Покатигорошек), Воловье ушко потешается над царём, барином, попом и вредит им, башкирский и татарский вариант осложнён подробностями. Имеются также японская, турецкая, еврейская и индийская версии сказки.
В славянской мифологии чешский домовой Křet изображался в виде маленьких бронзовых статуэток, величиной с палец, отчего и назывался Paleček («мальчик-с-пальчик»). В позднейшем русском деревенском варианте сюжета главный герой именуется Иванушка-Пердунок.

## В литературе
Первый известный литературный текст, основанный на фольклорном сюжете — изданная в 1621 году в Лондоне 40-страничная брошюра The History of Tom Thumbe, как считается, за авторством Ричарда Джонсона, ставшая первой напечатанной английской сказкой. Сказка получила большую популярность, и в 1630 году было издано ее стихотворное переложение, «Tom Thumbe, his life and death». Сюжет этой версии вписан в мир легенд о короле Артуре и волшебнике Мерлине. Известно, что в Англии «Мальчик-с-пальчик» (англ. Tom Thumb) был персонажем народных сказок еще в XVI веке, но неясно, насколько сильно литературный текст отличается от бытовавших на тот момент версий фольклорного сюжета.
Также сюжет о «Мальчике-с-пальчик» (фр. Le Petit Poucet) известен в переложении Шарля Перро, «Мальчик-с-пальчик», вышедшем в 1697 году.
Эти литературные версии сюжета отличаются от распространённых европейских народных вариантов. 
Текст из сборника Афанасьева, близкий сюжету сказки братьев Гримм и интересный описанием деталей русского крестьянского быта, в свою очередь стал источником для одноимённой сказки Алексея Толстого. Григорием Данилевским обработана украинская народная сказка («Коротышка»). В русских и украинских народных сказках характерно описание Мальчика-с-пальчик как богатыря, который иногда выбирает себе вооружение.

## Общеевропейская версия
Бездетная супружеская чета желает мальчика, будь он хотя бы один дюйм ростом. В сказке братьев Гримм женщина через семь месяцев рождает крошечного сына, в русском варианте — она случайно отрубает себе при рубке капусты палец, который превращается в смышлёного ребёнка.
Однажды Мальчик-с-пальчик сидел в ухе лошади и подавал ей команды. Шедшие мимо прохожие (или барин), увидев это, предлагают отцу отдать им крошку за деньги, что отец и делает. Вскоре Мальчик-с-пальчик убегает. По пути ему встречаются воры, к которым он набивается в приятели и предлагает отпирать ворота, пролезая в щель. Когда воры его оставляют, крошку вместе с коровьей требухой проглатывает волк. Мальчик-с-пальчик заставляет волка прийти к дому отца, который убивает хищника.
Еврейская версия очень напоминает европейскую, но есть и свои особенности. Женщина пожелала сынка, размером хоть с фасолинку. Тут же фасолинка превратилась в мальчика Бебеле (Фасолинку). Когда же он убежал от воров и его проглотила корова, он стал (изнутри коровы) ругать её за то, что она проглотила его, и перепуганные хозяева зарезали дерзкое животное, а требуху выбросили. Её подобрал нищий, старый знакомый Бебеле, и отнёс его домой.
Кроме классической версии с чудесным появлением у стариков единственного сына, в русском фольклоре известна и другая вариация произведения под названием «Мальчик-с-пальчик у ведьмы» (вариант: «у людоеда»). Упоминается в указателе сюжетов под номером 327В. Данная версия фактически представляет собой вариант сказки Перро: герой с братьями попадает к ведьме (людоеду); ночью они меняются местами (или одеждой) с дочерьми ведьмы, и та убивает своих дочерей, братья спасаются.

## Версия Шарля Перро

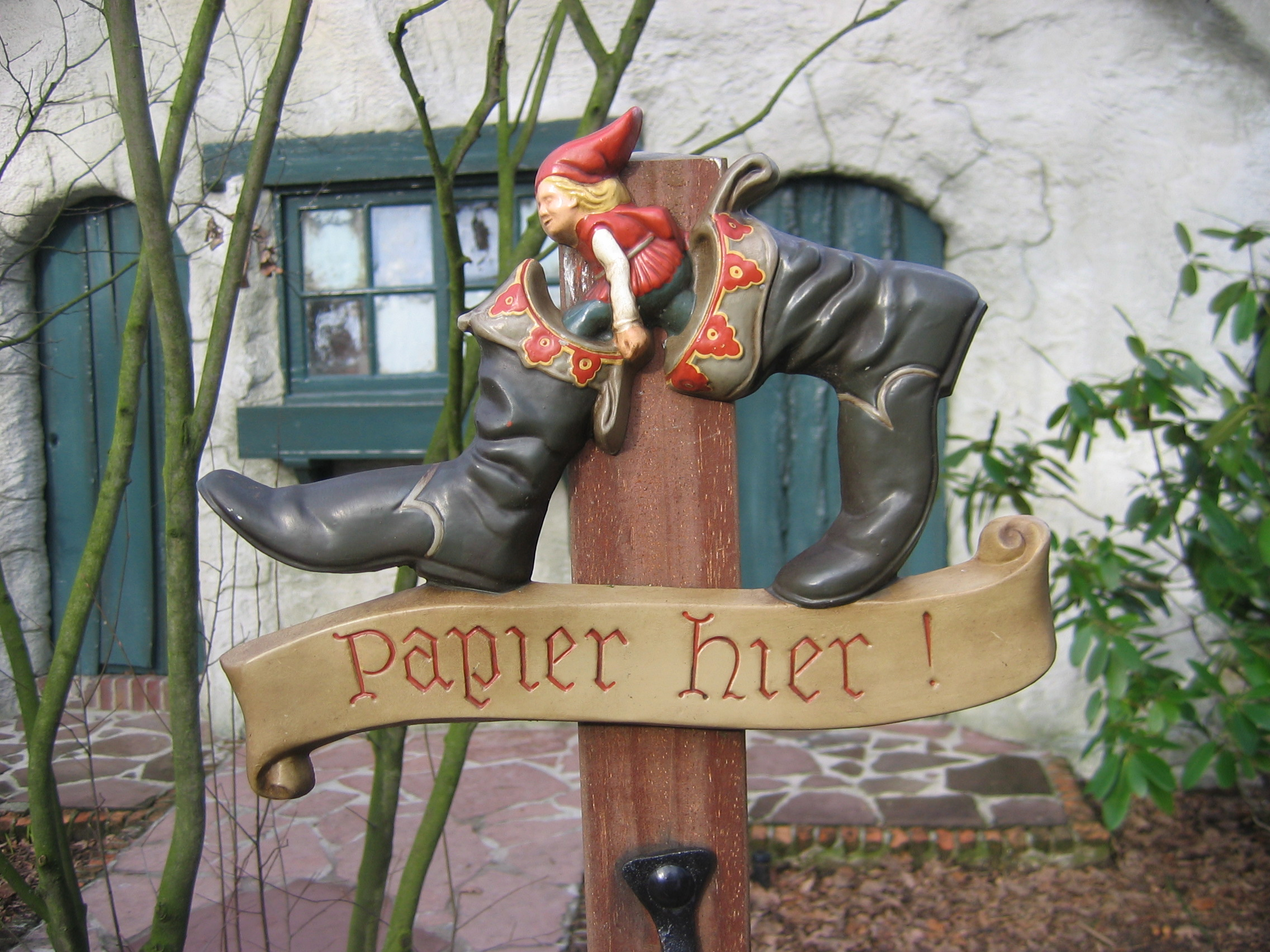
«Бумага здесь!» — знак в Эфтелинге

Сказка Шарля Перро, «Мальчик-с-пальчик» («Le Petit Poucet»), издана в 1697 году.

### Сюжет
В стране царят нищета и голод. Лесорубу и его жене нечем больше кормить своих семерых сыновей. Одним вечером, пока дети спят, родители решают завести их в лес и оставить там. Один из мальчиков, прозванный за свой малый рост Мальчик-с-пальчик, подслушивает разговор и предусмотрительно запасается белыми камешками, чтобы бросать их на дорогу, а потом по ним найти обратный путь домой. На следующий день отец приводит в исполнение свой зловещий план. Но Мальчик-с-пальчик и его братья благодаря камешкам возвращаются домой. Родители этому очень обрадовались, так как за время отсутствия детей деревенский голова отдал наконец лесорубам деньги, которые был им должен. Но это счастье оказалось кратковременным.
Когда вновь приходит нужда, родители снова решают оставить детей в лесу, но перед этим запирают Мальчика-с-пальчик, чтобы тот не смог набрать камней, поэтому вернуться братья уже не могут. Блуждая по лесу, они находят хижину и пытаются найти в ней приют. Открывшая дверь женщина пытается убедить их уйти, так как её муж — людоед, который ест детей. Но семь братьев, больше страшась лесных волков, входят в дом. Вечером приходит людоед, его жена прячет мальчиков, но тот их находит. Жена убеждает супруга отложить свой страшный пир на завтрашний день.
Опасаясь, что людоед нападёт на них ночью, Мальчик-с-пальчик, пока его братья спят, обменивает их шапочки на золотые венцы семи дочерей людоеда. Людоед входит в спальню, и полагая, что в шапочках спят мальчики, убивает своих дочерей. Малыши тем временем убегают, а взбешённый людоед бросается в погоню за ними в своих семимильных сапогах-скороходах. Утомившись, он отдыхает на камне, за которым скрылись дети. Мальчик-с-пальчик убеждает братьев возвратиться в родительский дом, а сам обувает сапоги-скороходы и бежит к хижине людоеда. Жене людоеда он рассказывает, что разбойники взяли её мужа в плен, требуя выкуп, и что её муж поручил ему сходить за деньгами, а в подтверждение поручения и для скорого перемещения дал свои сапоги.
В итоге Мальчик-с-пальчик с большим богатством возвращается к родителям, которые принимают своих детей с радостью и облегчением.

### Подоплёка
Версия Шарля Перро появляется в контексте большого голода, бывшего в правление Людовика XIV и высвечивает неустойчивость крестьянской жизни и положение детей, которыми первыми жертвовали в случае бедствий.
Между второй половиной XVII-го века и началом XVIII-го века, периода, в течение которого Шарль Перро публикует первое издание своей сказки (1697), Европу, и Францию в особенности, потрясали природные катаклизмы. Это был разгар Малого ледникового периода, с первым климатическим минимумом в 1650 году. Лето дождливо, крайне суровые (сибирские) зимы и локальный голод, отмеченный историками в 1660, 1661, 1662, 1675 годах. Зима 1693 года принесла всеобщий голод. Зимой 1705 года море замёрзло вдоль берегов, в 1715 году Сена была заморожена полностью. Почва промерзала на глубину 70 см. Все потеряно: урожаи, плоды, вино. Умирали даже дикие животные, и волки — редкий в истории Франции факт — начинают нападать на людей. Необходимо было делать закупки зерна за границей, но разорительные войны Людовика XIV исчерпали государственную казну.

## Английская версия

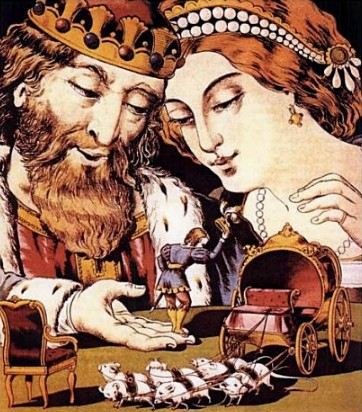
Tom Thumb при дворе короля Артура (неизвестный художник, 1864)

Версия английского сюжета о Мальчикe-с-пальчик англ. Tom Thumb по сказке 1621 года «The History of Tom Thumbe» и ее стихотворному переложению «Tom Thumbe, his life and death» 1630 года.

### Сюжет
Однажды чародей Мерлин, приняв обличье нищего, остановился на ночлег у одного крестьянина, жена которого была бездетна. Мерлина позабавило сильное желание женщины иметь ребёнка, даже если тот будет ростом с большой палец её мужа, и чародей исполнил её желание. Когда у жены крестьянина родился крохотный сын, то сама королева фей влетела в окно, пожелав взглянуть на дитя. Она поцеловала новорождённого, нарекла его Томом и позвала эльфов, чтобы те смастерили для мальчика одёжки. Эльфы приодели Мальчика-с-пальчик как эльфийского ребёнка. Дальше повествуется о его приключениях, которые лежат в русле традиционного европейского народного сюжета. По окончании странствий Мальчика-с-пальчик относят к королю Артуру и королеве Гвиневре для развлечения двора, где он благодаря своим шуткам становится любимцем рыцарей Круглого стола. Мальчик-с-пальчик ездит на охоту вместе с королём, за столом сидит на стульчике напротив королевской тарелки, для него построили специальный дворец и карету, в которую запрягали шесть мышей. Так и провёл он свои дни в постоянной радости и веселье.

## Итальянская версия
В Италии Мальчика-с-пальчик называют Тредичино (итал. Tredicino). В итальянских переводах сказки братьев Гримм о Мальчике-с-пальчик его имя — итал. Pollicino. В России самой известной версией сказки является вариант, записанный ориентировочно в Ломбардии и впервые опубликованный в сборнике «Мантуанские сказки» (итал. Fiabe mantovane) под редакцией Исайи Визентини (итал. Isaia Visentini) в 1879 году, поскольку он был опубликован в 1957 году отдельной книгой издательством «Детгиз» с иллюстрациями Владимира Минаева. Впоследствии, в 1983 году, по сказке был создан диафильм, а в 1993 году она была экранизирована на студии «Укранимафильм».

### Сюжет ломбардского варианта

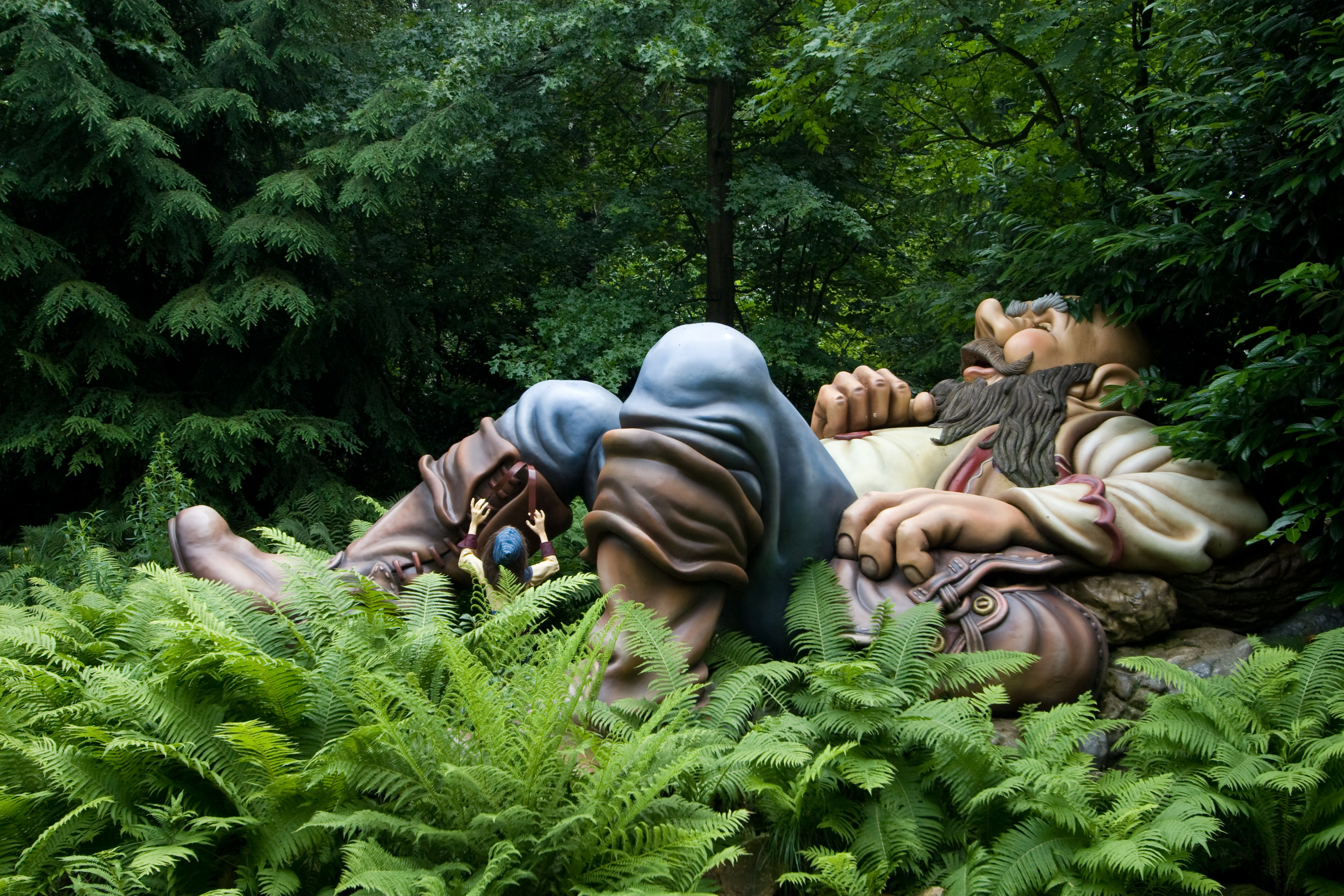
Мальчик-с-пальчик и спящий людоед. Композиция в Сказочном лесу тематического парка Эфтелинг, Нидерланды

У одной бедной вдовы было тринадцать детей, самым младшим был Тредичино. Когда дети пошли в город на заработки, они случайно встретили короля, жившего летом в домике на опушке леса, и Тредичино попросил дать хлеба на пропитание. Но король отказывается давать еды «всем голодным оборванцам» вроде Тредичино, но пообещал, что наградит их деньгами и даст еды, если они вернут одеяло короля, оказавшееся у некоего волка. Лишь Тредичино не растерялся и вызвался за это задание, сперва попросив у короля иголку. Тредичино находит логово волка, укравшего королевское одеяло, и дождавшись, пока он уснёт, стал колоть его иголкой, пока с него не сползло одеяло. Рано утром учёный попугай, живший с волком, сообщает ему, что Тредичино стащил у него одеяло. Тем временем король всё ещё отказывается давать денег и еды, и вновь посылает Тредичино к волку на этот раз за другим одеялом, с колокольчиками. Тредичино, обложив колокольчики взятой у короля ватой, вновь приносит её королю, а попугай вновь сообщает о Тредичино волку. Король всё ещё отказывается наградить Тредичино и его братьев, и просит его принести уже самого попугая. Тредичино и на этот раз удаётся выполнить задание, выманив попугая сладостями, пока волк уходит за водой. Король вновь не унимается, и велит поймать непосредственно волка. Встретив волка, со злости решившего расправиться с ним, но никогда не видевшего его в лицо, он заставляет залезть его в ящик под предлогом, что, дескать, Тредичино может быть ростом под стать волку, и после этого забивает его гвоздями. После этого король награждает Тредичино и его братьев, и те, счастливые, возвращаются к матери, после чего живут в достатке.

## Неевропейские сказки
В японском языке Мальчика-с-пальчик называют Иссумбоси (яп. 一寸法師), сказка с его участием также авантюрна, но имеет местный колорит, с участием чертей.

## Ответвления сюжета
Ханс Кристиан Андерсен в 1835 году опубликовал «Дюймовочку» — версию сказки о приключениях маленькой девочки.

## Иванушка-Пердунок
В позднейшем деревенском варианте, известном из Муромского района Владимирской области, как и положено в данном типе сюжета, говорится о чудесном рождении героя, о том, что он помогает отцу на пашне, о его приключениях, попадании в желудок волка и т. д. Однако мотив чудесного рождения передаётся как своеобразный эпатаж слушателей:

Жил-был старик со старухой. Не было у них детей. Дедушка говорит:

— Как нам плохо. Надо бы завести ребеночка.

— Да где уж мы теперь ребеночка заведем?

— А я придумал.

И вот несет кувшин большой — раньше брагу в них наливали, вот такое горлышко <показывает руками широкое горло>.

— Давай в этот кувшин пердеть. И выпердим Иванушку-Пердунка.

Вот дедушка говорит:

— Я перну, а ты затыкай. Ты пернешь, я заткну.
Ладно. Вот дедушка поставил на печке этот кувшин — и начали.

## Образ в культуре

### В театре
- Танец мальчика-с-пальчик и его братьев в дивертисменте сказок из балета П. И. Чайковского «Спящая красавица».
- Постановка пьесы Михаила Бартенева «Мальчик-с-пальчик и его родители» в Хабаровском ТЮЗе.

### На экране
- «Мальчик-с-пальчик» — советский мультфильм 1938 года по мотивам сказки Шарля Перро;
- «Мальчик-с-пальчик» — англо-американский фильм 1958 года по сказке братьев Гримм;
- «Мальчик-с-пальчик[фр.]» — французский фильм 1972 года по сказке Ш. Перро;
- «Мальчик-с-пальчик» — советский мультфильм 1977 года по мотивам русской народной сказки;
- «Мальчик-с-пальчик» — советско-чехословацкий художественный фильм 1985 года с собственным сюжетом;
- «Мальчик с пальчик» — российский мультфильм 2006 года из сериала «Гора самоцветов».
- «Мальчик-с-пальчик и Грибы-Мстители с Марса» — казахстанский короткометражный фильм 2006 года[11].